# 농식품신유통연구원
농식품신유통연구원은 농식품분야의 신유통시스템에 대한 회원상호간의 정보교류 등을 통해 신유통시스템의 정착과 발전에 기여 목적으로 1999년 11월 11일 설립된 대한민국 농림축산식품부 소관의 사단법인이다. 사무실은 서울특별시 용산구 한강로 2가 15-19, 농협용산별관 5층에 있다.

## 주요 사업
- 신유통시스템에 대한 조사 연구
- 신유통에 관한 각종 정보자료, 연구보고서 발간
- 신유통에 관한 교육, 훈련, 지도사업
- 신유통에 관한 업체, 조직 등에 대한 경영 및 기술 컨설팅
- 신유통에 관한 토론회 및 심포지엄 개최
- 신유통에 관한 국제교류사업
- 기타 목적 달성을 위해 필요한 사업